# 앨버커키 국제공항

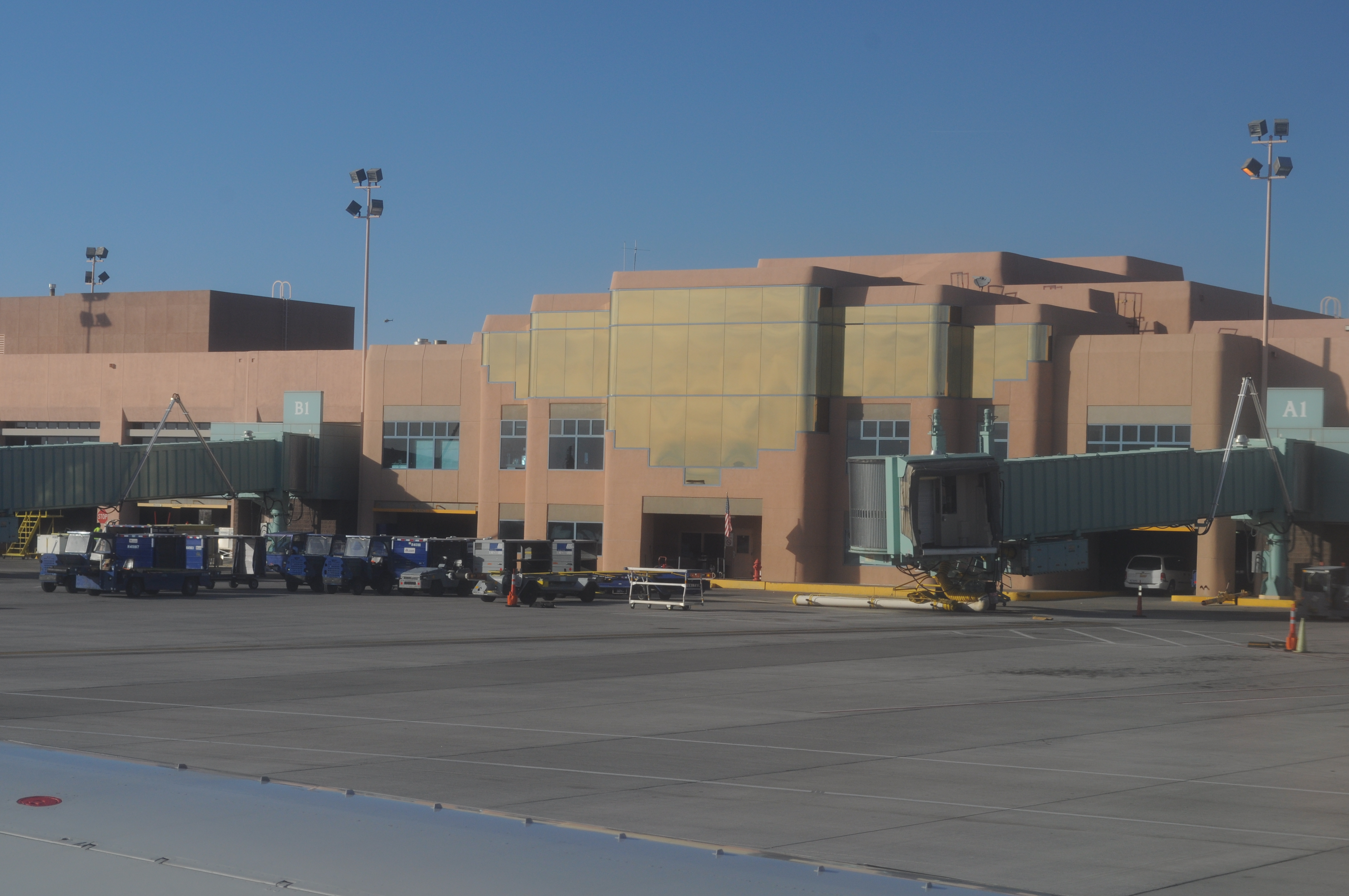

앨버커키 국제공항(Albuquerque International Sunport, IATA: ABQ, ICAO: KABQ, FAA LID: ABQ)은 뉴멕시코주를 관할하는 주요 국제공항이다. 2018년 5,467,693명의 승객이 이용했다. 리오그란데강과 산디아산맥 사이 뉴멕시코주 베르나릴로군에 위치해 있다. 이 공항은 사우스웨스트 항공의 핵심 공항 역할을 하며 알래스카 항공, 얼리전트 항공, 아메리칸 항공, 델타 항공, 프론티어 항공, 제트블루 항공, 유나이티드 항공 등이 상업용 국내 비행을 한다. 이 공항을 이용하는 화물 항공사로는 페덱스 익스프레스, UPS 항공, 엠파이어 항공, 아마존 프라임 에어, 사우스 에어로 등이 있다.

## 통계

### 항공기 운용
| 연도 | 항공기 운용 수 | %       |
| ---- | -------------- | ------- |
| 2004 | 197,657        | —       |
| 2005 | 196,699        | −0.48%  |
| 2006 | 192,241        | −2.27%  |
| 2007 | 190,780        | −0.76%  |
| 2008 | 180,553        | −5.36%  |
| 2009 | 158,529        | −12.20% |
| 2010 | 156,616        | −1.21%  |
| 2011 | 154,140        | −1.58%  |
| 2012 | 147,724        | −4.16%  |
| 2013 | 136,915        | −7.32%  |
| 2014 | 130,069        | −5.00%  |
| 2015 | 124,174        | -4.48%  |
| 2016 | 133,914        | 7.84%   |
| 2017 | 135,269        | 1.01%   |
| 2018 | 147,877        | 9.3%    |
| 2019 | 151,588        | 2.51%   |